# رود سی. آلفرنس
رود سی. آلفرنس (انگلیسی: Rod C. Alferness) یک فیزیک‌دان اهل ایالات متحده آمریکا است.